# Palais Rucellai
Le palais Rucellai (en italien : palazzo Rucellai), situé Piazza de' Rucellai, est un palais florentin du Quattrocento.

## Historique
Conçu par Leon Battista Alberti entre 1446 et 1451 et exécuté, en partie tout du moins, par Bernardo Rossellino, le palais Rucellai a été commandé par la famille Rucellai, une riche famille de marchands et banquiers. Cette commande permet à Alberti, grand théoricien de l'architecture de la Renaissance italienne, de mettre en application les concepts qu'il avance dans son De re aedificatoria.

## Description
La façade comporte typiquement trois niveaux limités sur un niveau de soubassement, traité en Opus reticulatum. Chaque niveau est découpé en travées, délimitées par des pilastres et des corniches/entablements. Les éléments de la façade sont proportionnels les uns par rapport aux autres, les ordres sont superposés. On retrouve dans le dessin très original de cette façade l'influence de l'architecture romaine antique qu'Alberti a étudiée et remise au goût du jour, notamment celle du Colisée.
La massivité de la volumétrie, ainsi que la maçonnerie rustique donnent une impression de force et d'imprenabilité qui ne sont pas sans rappeler les palais florentins antérieurs au XVe siècle: de hautes forteresses urbaines, dotées de tours, symbole de la puissance de leurs propriétaires. Particulièrement ressenti au rez-de-chaussée, cet effet est à mettre en relation avec la fonction de ces palais urbains : ce sont souvent des comptoirs commerciaux appartenant à de riches marchands, dotés au rez-de-chaussée d'entrepôts et de bureau en mezzanine, et qui doivent être le nouveau symbole de puissance de leurs propriétaires.
Comme l'exige la tradition architecturale romaine antique, chaque niveau de la façade à un ordre classique différent. Néanmoins, Alberti fait ici preuve d'une grande originalité : il place l'ordre toscan à la base en lieu et place de l'ordre dorique, crée un ordre original au lieu d'utiliser l'ordre ionique au deuxième niveau, et emploie un ordre corinthien simplifié au dernier niveau. Chaque travée des deux derniers niveaux de façade est occupée par une fenêtre à baie géminée (issue de la tradition médiévale), combinée à des arcs en plein-cintre aux voussoirs qui jaillissent de pilastre en pilastre.
Le rez-de-chaussée était donc réservé aux affaires de la famille Rucellai, et est flanqué de banc courant le long de la façade sur rue (et qui ne sont pas sans rappeler d'une manière ou d'une autre la cérémonie romaine de la salutatio d'un protégé à son patron). Le piano nobile ou « étage noble » était l'étage principal, réservé aux réceptions formelles et festives, tandis que le troisième niveau accueillait les appartements privés de la famille Rucellai. Enfin, un quatrième étage, caché depuis la rue sous la toiture, sert aux domestiques ; il y a peu d'ouvertures, il y fait très sombre, et évidemment relativement chaud.
La cour intérieure typique des palais urbains antérieurs au Quattrocento est conservée. Le palais se développe autour d'elle, et Alberti la conçoit ici un peu à la manière dont Filippo Brunelleschi traite la loggia du Spedale degli Innocenti. Construite en face du palais se trouve la Loggia Rucellai, autrefois utilisée pour les célébrations de la famille, banquets et autres mariages, mais aussi comme point de rendez-vous. Les deux bâtiments, ensembles, ainsi que l'espace libre devant eux, forment l'une des compositions urbaines les plus raffinées de la Renaissance.
Alors qu'il existe quantité d'évidences circonstancielles et stylistique qui indique que Giovanni Rucellai a engagé Alberti pour la conception, la seule source écrite documentée que nous ayons à ce jour est dans Les Vies des plus excellents peintres, sculpteurs et architectes, le « Vite » de Vasari (1568).

Détails de la façade photographiés par Paolo Monti, 1972
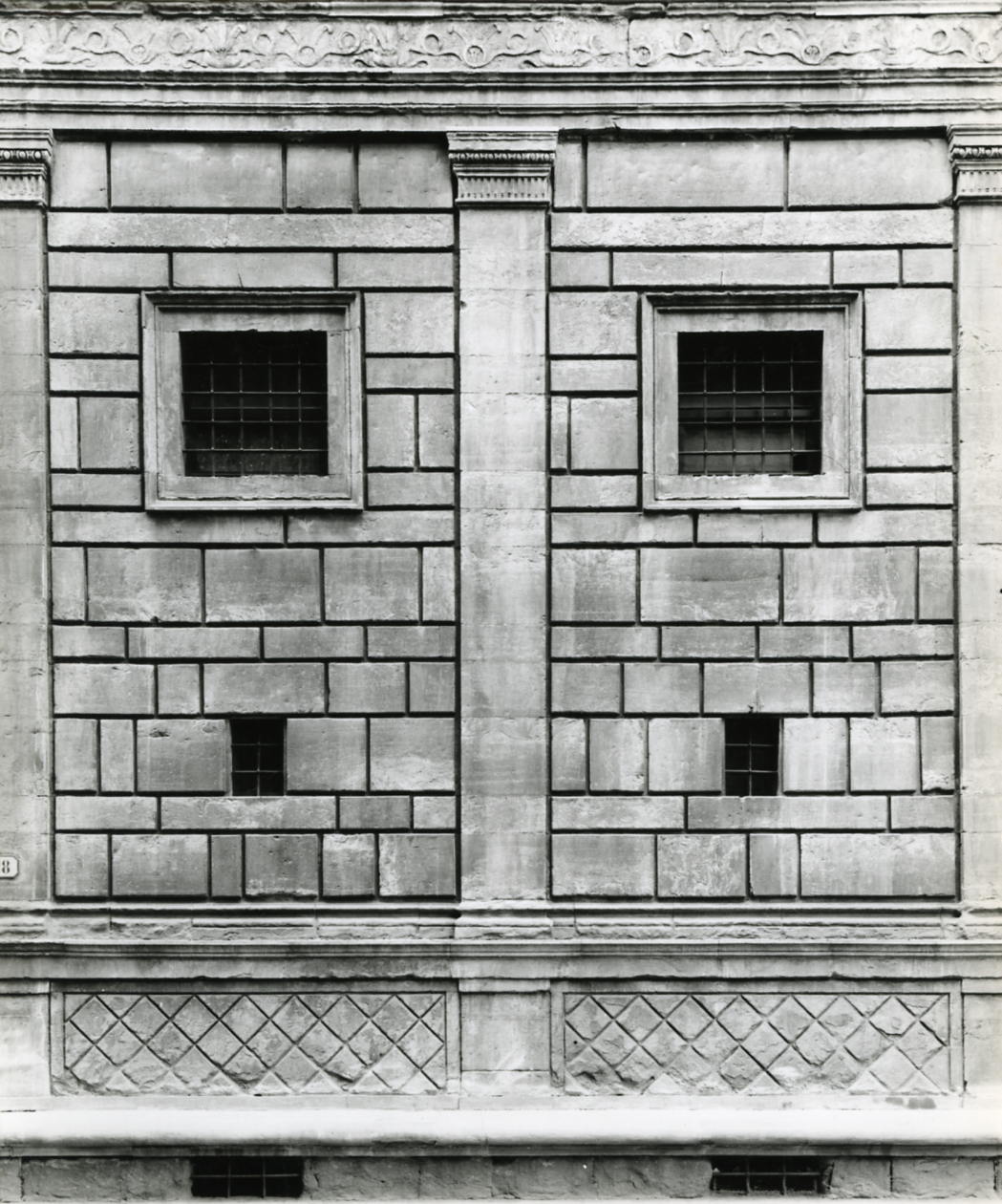
Rez-de-chaussée
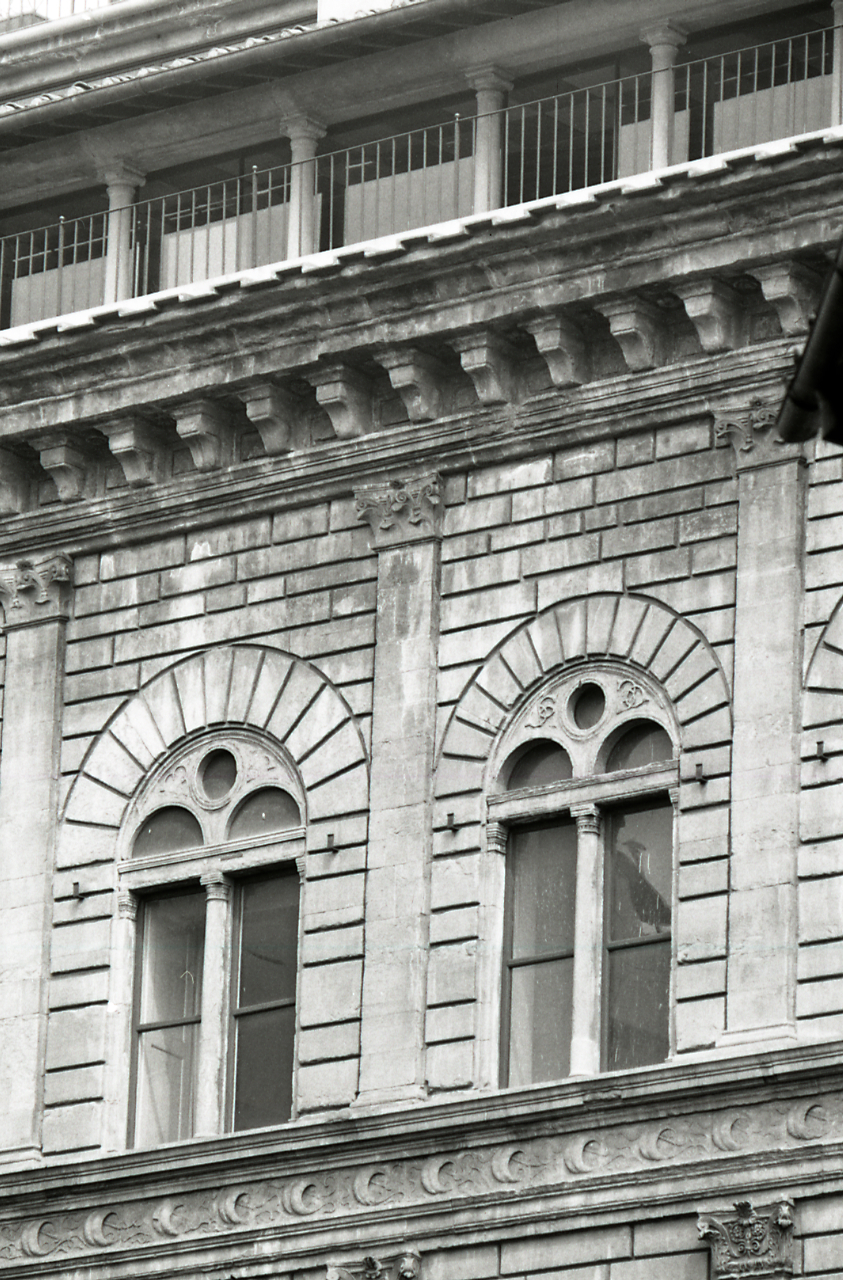
Vitres supérieures